# Año Internacional de los Trabajadores Sanitarios y Asistenciales
2021 fue proclamado Año  Internacional de los Trabajadores Sanitarios y Asistenciales por la Organización Mundial de la Salud (OMS) en el marco de la 73.ª Asamblea Mundial de la Salud, desarrollada en dos fases a causa de la pandemia de COVID-19: la primera en mayo de 2020 y la segunda en noviembre del mismo año. La resolución que oficializó la conmemoración fue adoptada en este contexto excepcional, reconociendo el papel esencial del personal sanitario y asistencial en la respuesta a la emergencia sanitaria global.El objetivo de esta conmemoración fue visibilizar la importancia de estos profesionales, promover mejores condiciones laborales, impulsar la inversión en su formación y asegurar entornos de trabajo seguros y dignos. La iniciativa también buscó fortalecer el compromiso internacional con la construcción de sistemas de salud más resilientes y equitativos.

## Actividades y alcance
Durante 2021, bajo el lema Proteger. Invertir. Juntos., la OMS lanzó una campaña de un año de duración que enfatizó la necesidad urgente de invertir en los trabajadores sanitarios para obtener beneficios compartidos en salud, empleo, oportunidades económicas y equidad. Se instó a los Estados miembros y a las instituciones financieras internacionales a comprometerse en la protección y la inversión en este sector, con el fin de acelerar la consecución de los Objetivos de Desarrollo Sostenible (ODS) y la recuperación post-COVID-19. Además, se buscó involucrar a todas las partes interesadas en un diálogo para establecer un pacto que garantizara los derechos, condiciones de trabajo dignas y entornos seguros para estos profesionales.
Para reforzar estos compromisos, se llevaron a cabo conferencias internacionales, foros de discusión y diálogos de alto nivel, donde líderes políticos, expertos en salud y representantes de organismos internacionales debatieron sobre estrategias para mejorar la retención de talento en el sector sanitario y garantizar el acceso equitativo a recursos esenciales.
A nivel financiero, se impulsaron inversiones y contribuciones voluntarias por parte de gobiernos, organizaciones internacionales y el sector privado. Se promovió la movilización de recursos para fortalecer los sistemas de salud, capacitar profesionales y mejorar la infraestructura sanitaria en regiones con menor acceso a servicios médicos.
Además, la OMS y sus aliados impulsaron campañas de concienciación orientadas a valorar la labor del personal de salud y generar una mayor conciencia sobre su papel en la garantía del derecho a la salud. Se destacó su rol crucial no solo en la respuesta a emergencias, sino también en la prestación de atención médica diaria que garantiza el bienestar de las comunidades.
La conmemoración sirvió para reafirmar la necesidad de establecer un pacto global por la salud, en el que los derechos, la seguridad y la estabilidad laboral de los trabajadores sanitarios fueran una prioridad permanente en las políticas de salud pública.